# Prays friesei
Prays friesei é uma espécie de insetos lepidópteros, mais especificamente de traças, pertencente à família Praydidae.
A autoridade científica da espécie é Klimesch, tendo sido descrita no ano de 1992.
Trata-se de uma espécie presente no território português.